# Herman Sikumbang
Herman Sikumbang (ur. 17 marca 1982 na wyspie Tidore, zm. 22 grudnia 2018) – indonezyjski muzyk, gitarzysta związany z zespołem poprockowym Seventeen.

## Dyskografia
- 1999: Bintang Terpilih
- 2005: Sweet Seventeen
- 2008: Lelaki Hebat
- 2011: Dunia Yang Indah
- 2013: Sang Juara
- 2016: Pantang Mundur